# Z检验
Z检验，也称“U检验”，是为了检验在零假设情况下测试数据能否可以接近正态分布的一种统计测试。根据中心极限定理，在大样本条件下许多测验可以被贴合为正态分布。在不同的显著性水平上，Z检验有着同一个临界值，因此它比临界值标准不同的司徒頓t檢定更简单易用。当实际标准差未知，而样本容量较小（小于等于30）时，司徒頓t檢定更加适用。
如果发现一个统计T接近于正态分配，Z检验的第二步为在零假设情况下估计T的期望值θ ，随后获得T的标准差s。在计算标准分数Z=(T-θ)/s后，单侧或双侧的p值可以用标准累积分布函数Φ来计算，分别为Φ(−Z)（左侧） Φ(Z)（右侧）和 2Φ(−|Z|) （双侧）。